# 葛詠裳
葛詠裳，浙江省台州府臨海縣人，清朝政治人物、進士出身。
光緒六年（1880年），参加庚辰科殿試，登進士二甲第97名。同年五月，著分部學習。